# 11 Волопаса
11 Волопаса (лат. 11 Boötis, HD 122405) — двойная звезда в созвездии Волопаса на расстоянии приблизительно 333 световых лет (около 102 парсеков) от Солнца. Видимая звёздная величина звезды — +6,221m.

## Характеристики
Первый компонент — белая звезда спектрального класса A9III, или A7III, или A7V, или A4, или A3. Масса — около 2,195 солнечных, радиус — около 2,846 солнечных, светимость — около 26,881 солнечных. Эффективная температура — около 7966 K.
Второй компонент — коричневый карлик. Масса — около 18,75 юпитерианских. Удалён на 1,944 а.е..